# Reinette e Mirabelle
Reinette e Mirabelle (4 aventures de Reinette et Mirabelle) è un film del 1987 scritto e diretto da Éric Rohmer.
Come esplicitato dal titolo originale, è strutturato in quattro episodi incentrati su due personaggi femminili, Reinette e Mirabelle, interpretati rispettivamente da Joëlle Miquel e Jessica Forde.
Il film non appartiene a nessuno dei cicli dell'autore francese (Sei racconti morali, Commedie e proverbi, Racconti delle quattro stagioni) e nella sua filmografia si colloca cronologicamente tra gli ultimi due capitoli della serie Commedie e proverbi, Il raggio verde (Le rayon vert) e L'amico della mia amica (L'ami de mon amie).

## Trama
Quattro episodi di vita quotidiana dell'ingenua e curiosa ragazza campagnola Reinette, che aspira a fare la pittrice, e della più esperta coetanea parigina Mirabelle, studentessa di giurisprudenza.
- L'ora blu (L'Heure bleue)

Mirabelle, in vacanza presso i genitori, conosce casualmente e fa amicizia con Reinette, pittrice autodidatta di quadri naïf surrealisti, che le fa scoprire il fascino della campagna, in particolare l'"ora blu", quell'istante tra notte e alba quando tutto tace, così definito da Reinette: «non è proprio un'ora, è solo un minuto. Un po' prima dell'aurora, c'è un minuto di silenzio. Gli uccelli del giorno non sono ancora svegli e gli uccelli notturni sono già a dormire. Ed ecco... scende il silenzio. [...] Se un giorno ci fosse la fine del mondo, sarebbe in quel preciso minuto e sai perché? Perché è l'unico momento in cui hai l'impressione che la natura cessi di respirare e questo... questo fa paura».
- Il cameriere del caffè (Le Garçon de café)

Reinette, trasferitasi a Parigi per studiare all'accademia d'arte, divide l'appartamento con Mirabelle. Si danno appuntamento ad un caffè dove Reinette, arrivata per prima, si ritrova suo malgrado a discutere con un maleducato cameriere, convinto che lei non voglia pagare la consumazione e si sia inventata la storia che aspetta un'amica per imbrogliarlo e scappar via senza pagare. Quando infine arriva Mirabelle, questa di fronte all'antipatia dell'uomo convince l'onesta Reinette ad andarsene effettivamente senza pagare il misero conto. Ma Reinette, fermamente rispettosa dei suoi principi, in seguito torna al caffè per saldare quanto dovuto.
- La mendicante, la cleptomane, l'imbrogliona (Le Mendiant, la Kleptomane et l'Arnaqueuse)

In un supermercato, Mirabelle sottrae ad una donna la borsa in cui ha nascosto dei prodotti che non è intenzionata a pagare, giusto prima che quella venga bloccata dagli incaricati del negozio che stavano tenendo d'occhio i suoi spostamenti. Una volta a casa, subisce però i rimproveri da parte di Reinette, che non riesce nemmeno a concepire un simile comportamento. Alla stazione ferroviaria, Reinette si ritrova a dare di buon cuore degli spiccioli a una donna che dice di averne bisogno per il biglietto del treno, poi però è lei stessa ad avere bisogno di qualche franco per telefonare e si ritrova a chiederli ai viaggiatori, finendo per essere scambiata per una dei tanti piccoli imbroglioni come quella donna.
- La vendita del quadro (La Vente du tableau)

Reinette rischia di dover lasciare Parigi e tornarsene a casa, in campagna, perché rimasta senza soldi, quindi tenta di vendere un suo quadro ad un gallerista. L'uomo sproloquia presuntuosamente sulla sua opera senza nemmeno lasciarle aprire bocca e accetta di metterla in vendita, ma non di darle un consistente anticipo. In aiuto dell'amica interviene l'intraprendente Mirabelle, che fa sentire in colpa l'uomo facendogli credere che la pittrice è muta e riesce a ottenere quanto richiesto. Appena le ragazze se ne sono andate, il gallerista propone a delle clienti il quadro al doppio del prezzo pattuito.

## Critica
Reinette e Mirabelle rappresenta per Rohmer un ritorno alle origini, ai primi film con protagoniste le studentesse Charlotte e Véronique, una mini-serie di cortometraggi in comune con Jean-Luc Godard. Ciò che rende invece questo film molto differente da quasi tutti i precedenti e seguenti è l'assenza di situazioni amorose.
L'idea per la sceneggiatura proviene da conversazioni con Joëlle Miquel, l'attrice che interpreta Reinette, un procedimento che proseguirà negli anni seguenti con la produzione tramite la Compagnie Éric Rohmer di altri corti diretti da sue giovani collaboratrici. È a Miquel che si deve dunque l'idea dell'ora blu, che ha un evidente parallelismo con il raggio verde dell'omonimo film; nel suo personaggio e nella sua recitazione Rohmer sembra avere trovato una sorta di sintesi positiva delle precedenti protagoniste, grazie a un rigore morale che non le impedisce tuttavia di aprirsi agli altri.
Il Dizionario Mereghetti giudica positivamente il film, lodandone «spontaneità, gusto del paradosso e poesia delle piccole cose» e l'assenza della «verbosità programmatica» spesso presente nelle opere di Rohmer. Parigi diventa il palcoscenico per l'esibizione di piccole e grandi nevrosi e di bisogno di primeggiare: camerieri e galleristi che si parlano addosso, contadini che non azzeccano previsioni meteorologiche, passanti che danno indicazioni stradali precise ma completamente errate (e non è un caso che i protagonisti di queste situazioni siano uomini e non donne).
Il Dizionario Morandini descrive così i due personaggi: «la prima [Reinette] è il violino, la seconda [Mirabelle] fa il pianoforte; una delle due è per la morale, l'altra per la libertà». L'elemento unificante dei quattro episodi è nel fatto che in ognuno di essi compaiono personaggi in difficoltà, o almeno in stato di necessità, un'umanità comunque bisognosa dell'attenzione degli altri.